# Édouard Schuré

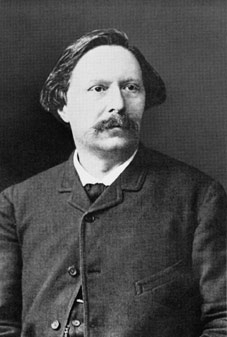
Édouard Schuré

Édouard Schuré (Straatsburg,  21 januari 1841 – Parijs,  7 april 1929) was een Frans schrijver van romans  en toneelstukken, filosoof en musicoloog.

## Spirituele levensloop
Na een ontmoeting met Helena Blavatsky wordt hij in 1884 lid van de Theosofische Vereniging. Vanwege onder meer het Hodgson Rapport en de kwestie Krishnamurti verlaat hij de Theosofische Vereniging. In 1906 ontmoet hij Rudolf Steiner  en wordt lid van de Antroposofische Vereniging. Ondanks zijn bewondering voor Steiner verlaat hij ook deze beweging, vanwege hun geprononceerde Germaanse oriëntatie.

## Werken
In het Nederlands taalgebied is hij vooral bekend van zijn werk De grote ingewijden, waarin hij een schets geeft van de grote godsdienststichters.
- Bibsys: 90056760
- Biblioteca Nacional de España: XX4578859
- Bibliothèque nationale de France: cb119241622 (data)
- Catàleg d'autoritats de noms i títols de Catalunya: 981058513956606706
- CiNii: DA05542554
- Gemeinsame Normdatei: 118762699
- International Standard Name Identifier: 0000 0001 2117 856X
- Library of Congress Control Number: n50003176
- Nationale Bibliotheek van Letland: 000023435
- Base Léonore: LH//2487/47
- Bibliotheek van het Japanse parlement: 00835375
- Nationale Bibliotheek van Tsjechië: jx20060511008
- Nationale bibliotheek van Australië: 35483820
- Nationale Bibliotheek van Israël: 987007267751005171
- Nationale Bibliotheek van Polen: a0000002655068
- Nationale en Universitaire bibliotheek Zagreb: 000007363
- Nederlandse Thesaurus van Auteursnamen: 068266936
- Istituto Centrale per il Catalogo Unico: CFIV005095
- SNAC: w657270f
- Système universitaire de documentation: 027411281
- Trove: 969516
- Virtual International Authority File: 2476880
- WorldCat: E39PBJw94m3vG46QxK9tmTD8YP